# Denki-gai no honya-san
Denki-gai no honya-san (デンキ街の本屋さん, litt. La librairie du quartier électronique) est un manga écrit et illustré par Asato Mizu. Le manga a commencé sa prépublication dans le magazine Monthly Comic Flapper des éditions Media Factory en juillet 2011. Sept volumes tankōbon ont ensuite été publiés. Un CD Drama est sorti en août 2013. Une adaptation en série télévisée d'animation par les studios Shin-Ei Animation est diffusée au Japon entre octobre et décembre 2014 et en simulcast dans les pays francophones sur Crunchyroll.
La série raconte le quotidien d'employés d'un magasin de dōjinshi et de manga appelé Umanohone (うまのほね, litt. L'os du cheval) qui est une référence à un magasin qui existe réellement à Akihabara : Toranoana (en) (とらのあな, litt. L'antre du tigre).

## Personnages
Umio (海雄, Umio)
Le réalisateur (カントク, Kantoku)
Hio (ひおたん, Hio-tan)
L'artiste (先生, Sensei)
Sommelier (ソムリエ, Somurei)
Dépravée (腐ガール, Fu Gāru) ou Fu Girl
Tortue (カメ子, Kameko)
L'inspectrice des livres cochons (エロ本Gメン, Ero Hon G Men)
Tsumorin (つもりん)
Gérant (店長, Tenchō)

## Manga
Le manga est écrit et illustré par Asato Mizu. La série a commencé sa prépublication dans le numéro de juillet 2011 du magazine Comic Flapper des éditions Media Factory. Le premier volume tankōbon est sorti le 22 novembre 2011, depuis six autres volumes ont été édités.

## Anime
Une adaptation en série télévisée d'animation par le studio Shin-Ei Animation est prévu d'être diffusé en octobre 2014 au Japon et en simulcast dans les pays francophones sur Crunchyroll.

### Liste des épisodes
| No | Titre de l’épisode en français                                                                              | Titre original de l’épisode | Date de 1re diffusion |
| -- | --- | --- | --------------------- |
| 1  | Amour et érotisme pour tous / Cauchemars, conseil clients, carnaval                                         | ラブ＆エロス フォー オール／ナイトメア ビフォア カルナバル Rabu & erosu fō ōru / naitomea bifoa karunabaru                                                                   | 2 octobre 2014        |
| 2  | En pleine nuit / Le quartier de l’électronique brûle-t-il ?                                                 | Deep Deep Night / デンキ街は燃えているか Deep Deep Night / Denki Machi wa Moete Iru ka                                                                                       | 9 octobre 2014        |
| 3  | Super fête / Hio, rentre chez toi ! / Un Carnaval sans fin                                                  | Party Hard / ひおたんよ家に帰れ / エンドレス・カルナバル Party Hard / Hio-tan yo Ie ni Kaere / Endoresu Karunabaru                                                           | 16 octobre 2014       |
| 4  | Le roi de la pop / Panique chocolatée                                                                       | キングオブPOP / chocolate panic Kingu obu Poppu / chocolate panic | 23 octobre 2014       |
| 5  | Le printemps des plants-culottes / Je suis la pluie / Se démener                                            | 春にパンチラ / I am Rain / ざわめき Haru ni Panchira / I am Rain / Zawameki                                                                                                  | 30 octobre 2014       |
| 6  | Sans refuge / Jardin secret                                                                                 | 宿はなし / Secret Paradise Yado wa Nashi / Secret Paradise | 6 novembre 2014       |
| 7  | Tous aux bains / Le plein de poitrines                                                                      | いざ銭湯へ…… / 胸がいっぱい Iza Sentō e…… / Mune ga Ippai | 13 novembre 2014      |
| 8  | L'endormie / Subtile grossièreté                                                                            | 眠る人 / ラフさりげなく Nemuru Hito / Rafu Sarigenaku | 20 novembre 2014      |
| 9  | Si ce n’est pas de l’amour / Salut, comment te sens-tu ? / Une nuit où la neige tombe                       | Koijanaino / やあ、調子はどうだい / 雪の降る夜 Koijanaino / Yā, Chōshi wa Dō dai / Yuki no Furu Yoru                                                                         | 27 novembre 2014      |
| 10 | Merveilleux chocolat / Philosophie chocolatée / Une chambre couleur d’ambre / Rattrapés par la nuit blanche | ワンダフル・チョコレート / Chocolate Philosophy / 飴色の部屋 / 眠れぬ夜につかまえた Wandafuru Chokorēto / Chocolate Philosophy / Ameiro no Heya / Nemurenuyoru ni Tsukamaeta | 4 décembre 2014       |
| 11 | Depuis l'enfance / Le quotidien révélé / Sur tes lèvres                                                     | 小さな頃から / 暴かれた生活 / 唇のソレ Chīsana koro kara / Abakare ta seikatsu / Kuchibiru no sore                                                                           | 11 décembre 2014      |
| 12 | Les archives de l'ermite / Quand les cerisiers fleuriront / Salutations matinales                           | 隠者の書庫 / 桜が咲いたら / Welcoming morning Inja no shoko / Sakura ga sai tara / Welcoming morning                                                                         | 18 décembre 2014      |